# 魔法少女まどか☆マギカ
『魔法少女まどか☆マギカ』（まほうしょうじょまどかマギカ）は、シャフト制作による日本のオリジナルテレビアニメ作品。2011年1月から4月まで毎日放送（MBS）ほかで放送された。略称は「まどか」「まどマギ」。
願いを叶えた代償として「魔法少女」となり、人類の敵と戦うことになった少女たちに降りかかる過酷な運命を、優れた魔法少女となれる可能性を持ちながらも傍観者として関わることになった中学生・鹿目まどかを中心に描く。
オリジナル作品ゆえに先の読めない視聴者の興味を引きつけるストーリーが注目を集め、結果的には「近年最大の話題性」と評されるまでに至り、日本市場におけるテレビアニメのBD売り上げでは本作品の1 - 3巻が当時歴代3位までを占める記録を残している。2013年には、グッズの売り上げ総額が約400億円に達し、国内外をつなぐ経済圏を作り上げつつあると日本経済新聞が報じた。
「SUGOI JAPAN Award」グランプリ受賞。第15回文化庁メディア芸術祭アニメーション部門大賞受賞。第11回東京アニメアワードテレビ部門優秀作品賞受賞。「発表！あなたが選ぶアニメベスト100」男性票1位、総合ランキング3位獲得。
総集編二部作に続く続編のアニメーション映画『劇場版 魔法少女まどか☆マギカ [新編]叛逆の物語』が2013年10月26日に公開。『劇場版 魔法少女まどか☆マギカ〈ワルプルギスの廻天〉』は2026年2月に公開予定である。

## 概要
本作品はすでに類型が確立している魔法少女ものというジャンルに新たな切り口を導入することを意図した作品であり、題名に魔法少女を冠してはいるが、いわゆる魔法少女ものというよりも魔法少女をモチーフにしたダーク・ファンタジーとしての作風が色濃い。「マギカ（Magica）」は、「魔法の」を意味する形容詞「magicus」の女性形。
2000年代後半より、数多くのテレビアニメシリーズを世に送り出してきた新房昭之監督・シャフト制作のタッグによる、オリジナルアニメ作品である。企画の発端には、過去に『ひだまりスケッチ』シリーズ、『化物語』で新房とアニメ制作を行った岩上敦宏が関わっており、プロデューサーとして参加している。
ニトロプラス所属の虚淵玄が脚本を、『ひだまりスケッチ』の原作を手掛ける漫画家の蒼樹うめがキャラクター原案をそれぞれ担当。虚淵が描く緻密で重厚な設定のストーリーに、蒼樹のかわいらしい絵柄のキャラクターが組み合わされており、こうした組み合わせは岩上の提案による。音楽は梶浦由記が担当した。主要登場人物たちの敵となる「魔女」のデザインや戦いの場となる異空間の描写には劇団イヌカレーが起用され、「メルヘンホラー」とも形容される独自の世界が描かれている。
メディア展開としては、本編の内容を元にした漫画、小説、ゲーム化のほか、世界設定を共有する外伝漫画作品の展開も行われた。劇場映画化もされ、2012年には総集編となる『[前編] 始まりの物語』『[後編] 永遠の物語』、2013年には完全新作となる『[新編] 叛逆の物語』が公開され、[新編]の興行収入は深夜アニメの劇場版作品として、初の20億円の大台突破を記録している。このほか、本作品をモチーフにしたカフェや、文化庁メディア芸術祭受賞に伴う展示なども行われた。
2017年8月にはスマートフォン向けゲーム『マギアレコード 魔法少女まどか☆マギカ外伝』がリリースされた（2024年7月サービス終了）。同作品はテレビアニメ化も行われており、2020年1月から3月に第1期が、2021年8月・9月に第2期が、2022年4月に最終章が放送された。
2021年1月7日、放送開始から10周年を記念した新たなプロジェクトが始動したことが発表された。同年4月25日に開催された記念イベントにおいて、映画新編の正統続編となる新作映画『劇場版 魔法少女まどか☆マギカ〈ワルプルギスの廻天〉』が主要スタッフ・声優が続投する形で制作されること、および『マギアレコード』アプリゲーム内においてテレビシリーズの前日譚となる新プロジェクト『魔法少女まどか☆マギカ scene0』の制作も行われることが発表された。『scene0』は2023年10月3日から配信を開始し、2024年2月26日に完結した。『マギアレコード』のサービス終了に伴い2024年7月に『scene0』の配信も終了したが、2024年12月よりYoutubeにてアーカイブ動画が投稿されている。

## 物語の内容

### 舞台設定
架空の都市、見滝原（みたきはら）が作品の舞台となっている。世界設定は、未来的でありながら現代でも実現可能な技術が使われているというのが新房監督のイメージであり、劇中に登場する建築物はドバイ、アメリカ、ヨーロッパなどに実在する建物をモデルに、場面によっては日本離れした景観で描かれている。見滝原は近年になって近代的な都市開発が進められた地方都市として設定されており、新興住宅地には人工的な景観の緑地や小川が整備され、郊外には風力発電施設や水門、工場などがある。なお、見滝原の行政区分の設定は、「見滝原市」とされる場合と「見滝原町」とされる場合があり資料によって統一されていない。
主人公たちが通う見滝原中学校も日本国外に実在する建築物がモチーフとされており、未来的な景観を持ち、教室の壁もガラス張りとなっている。
本作品の世界には魔法少女と魔女が存在しているが、一般には存在を知られておらず、主人公のまどかも第1話の時点では魔法少女のことなどは知らない。ただし、有史以前から世界中に多くの魔法少女が人知れず存在し歴史を動かしてきたとされ、劇中の歴史では史実上の人物であるクレオパトラ、卑弥呼、ジャンヌ・ダルクも契約を交わした魔法少女であったと設定されている。また、魔女の標的となった人間は原因不明の自殺や殺人を引き起こしているとされる。

### ストーリー展開
物語は鹿目まどかが巨大な怪物に破壊された市街地で傷つきながら戦う少女暁美ほむらを目撃し、白い動物のような生き物キュゥべえから「僕と契約して、魔法少女になってよ」と告げられる夢を見るところから始まる。そのすぐ後にほむらはまどかと同じクラスの転校生として現れ、ほむらはまどかに「魔法少女になってはならない」と警告を行う。そして第1話後半ではまどかと友人の美樹さやかが魔女の結界に迷い込み、2人はそこで魔法少女の巴マミと出会う。
マミに救われたまどかとさやかは、キュゥべえからは魔法少女になるよう勧誘を受け、マミからは魔法少女の存在と魔女の脅威についての説明を受ける。2人はマミと接することで、魔法少女になることに強い憧れを抱くが、まもなくマミは魔女との戦いに敗れ、むごたらしい最期を迎える。マミの死にまどかの魔法少女に対する想いが揺らぐ一方で、さやかはキュゥべえと契約して魔法少女となり、さらに見滝原には別の魔法少女、佐倉杏子がやってくる。
第6話では、それまで魔法少女の魔力の源としか思われていなかった「ソウルジェム」の実態が明らかになる。ソウルジェムは魔法少女の本体ともいえる器官であり、契約の際にキュゥべえによって契約者の肉体から抽出された魔法少女の魂そのものであった。そのため、肉体との距離が100メートルの範囲を越えると肉体は機能を停止して死体と同様になってしまい、物理的に破壊されると魔法少女は完全に死亡するということが、はからずも発覚する。一方でキュゥべえは、魔法少女は魂と肉体の分離によって痛覚が緩和される上、ソウルジェムが無事である限り理論上は不死身の身体を得るという戦いにおける利点を説明するが、魔法少女からは一様に嫌悪感を示される。
第7話で、さやかは自己嫌悪による葛藤で自暴自棄に陥っていく。一方で、当初はさやかと対立していた杏子は態度を軟化させ、さやかに過去の自分を重ねて心を寄せていくが、杏子の想いとは裏腹に、第8話でさやかのソウルジェムは絶望で濁りきり、杏子の目の前で魔女と化す。そしてこのさやかの魔女化をきっかけに、魔法少女の魂は憎悪や絶望などの暗い情念が蓄積することでも穢れを溜め込み、濁りきると魔女を孵化させることが明らかになる。キュゥべえの正体はインキュベーターと呼ばれる地球外生命体の端末であり、魔法少女が魔女となることは彼らによって仕組まれたことであった。キュゥべえたちの種族の目的は宇宙の寿命を延ばすことにあり、魔法少女たちが希望から絶望へ相転移して魔女となる際に、その感情が熱力学第二法則に縛られない莫大なエネルギーを発生させるため、そのエネルギーを搾取するために魔法少女は生み出されていた。
第9話で杏子はさやかを元に戻そうとするが、いったん魔女化した魔法少女を戻すことはできず、魔女化したさやかと共に命を落とす。そして第10話では、最強の魔女「ワルプルギスの夜」の襲来を前に、見滝原に現存するただ1人の魔法少女となったほむらの素性や目的が明らかにされる。ほむらは異なる時間軸からやってきた時間遡行者であり、元の時間軸において「ワルプルギスの夜」に殺されてしまったまどかが助かる未来への道筋を求めて、平行世界の同じ時間を繰り返し戦い続けてきたのであった。しかし、その行為は結果としてまどかを最強の魔法少女にして最悪の魔女となる素質を与えることに繋がっていた。
第11話で、まどかはキュゥべえと契約することを決意する。そして最終話で告げられたまどかの願いにより、魔女を生み出すルールそのものが覆され、「ワルプルギスの夜」は消滅し、本来なら魔女化するはずであったまどか自身も消滅し、宇宙は新たな法則によって再構成される。
新たに構成された世界では、魔法少女が魔女になることはなくなり、力を使い果たした際は心安らかなままソウルジェムとともに消滅し、その魂はまどかの導きで別の宇宙へと転送されるというシステムに変化していたが、魔女に代わり魔法少女の敵として魔獣が現れていた。改変前の世界で戦死したマミ、杏子も存命しているが、まどかの存在は彼女の家族を含む人々の記憶から消えている。最後に戦い続けるほむらの姿が描かれて、物語の幕は閉じる。

## 登場人物と道具
本作品は鹿目まどか、暁美ほむら、巴マミ、美樹さやか、佐倉杏子の5人の魔法少女と、マスコット的な外見をした地球外生命体であるキュゥべえを中心にストーリーが展開される。
本作品における魔法少女とはどんな願いでも1つ叶えることと引き換えにキュゥべえと契約を結び、魔女と戦う使命を課せられた存在である。
魔法少女の素質を示す魔法係数は、その人物が抱える因果の大きさによって決まり、主に国を束ねる者や、救世主と呼ばれる者などが高い資質を持つ傾向にある。ただし、主人公のまどかは平凡な中学二年生でありながら高い素質を持っている。
魔法少女の契約の際にはソウルジェムと呼ばれる宝石状のアイテムが生み出される。このソウルジェムは魔法少女の霊力をエネルギーに変換する魔法の力の源であると同時に、魔女の存在の感知や、変身アイテムとしての役割も担うものである。基本的な形状は卵の形で統一されているが、普段は指輪の形状に、変身時はそれぞれ異なるアクセサリーの形状に変形する。
ソウルジェムとは、魔法少女になる契約において少女の願いを叶えた代償として体から魂を抜き取られて生まれる物であり、魔法少女にとっては肉体よりもソウルジェムのほうが本体だと言える。ソウルジェムと魔力さえあれば、傷ついた肉体を復活することも可能だが、ソウルジェムから肉体をコントロールできる距離は精々100メートルまでであり、それ以上離れるとその者は仮死状態となり抜け殻と化してしまい（近くに戻せば意識は取り戻せる）、ソウルジェムを破壊すると完全に死に至る。
対する魔女は異形の姿をした化物であり、「結界」と呼ばれる普通の人間には見えない異世界から「使い魔」と呼ばれる部下を伴って現れる。魔女はグリーフシードと呼ばれる黒い宝石状の物質を孕んでおり、このグリーフシードは魔法少女が魔女を倒すことで得られる見返りである。
魔法少女の持つソウルジェムは魔法を使用するたびに穢れが貯まり輝きが失われる。全く魔法を使わずにいたとしても肉体の維持のため少しずつ濁って行き、濁りきるとソウルジェムはグリーフシードに変わってしまい、魔女が生まれる。グリーフシードはそんなソウルジェムに溜まった穢れを移し替えることが出来るアイテムであり、ソウルジェムからグリーフシードへ穢れを転嫁することで魔法少女は再び魔法を使えるようになる。魔法少女は濁りを回避するために、定期的に魔女を倒さなければならないという仕組みになっている。
なお、魔女は新たに孕んだグリーフシードから孵化したり、使い魔が多くの人々を襲うことで魔女になったりするかたちでさらに増殖し、この過程で殖えた魔女は発生元の魔女と同一の形態となる。各々の魔女や使い魔にはそれぞれ個別に設定が与えられており、本編で描かれないところでは設定に基づいた行動を取っているとされる。
また、『[新編] 叛逆の物語』にて、暁美ほむらがまどかの「円環の理」の力を奪い悪魔化した時に、ソウルジェムと異なる「ダークオーブ」が登場した。これはピンクの毛糸のボビンが噛み砕かれたほむらのソウルジェムの破片をまとって生まれた物で、ほむらの感情の極みによって再構築されたものである。ほむら曰く、私のソウルジェムを濁らせたのは呪いではなく「愛」と言っている。ダークオーブは通常時はイヤーカフスの形状でほむらの左耳に付けられ、宝石の部分にはまどかの力が封じ込められている。

## 作風

### ジャンル
本作品はすでに類型が確立している魔法少女ものというジャンルに新たな切り口を導入することを意図した作品であり、題名に魔法少女を冠してはいるが、いわゆる魔法少女ものというよりも魔法少女をモチーフにしたダーク・ファンタジーとしての作風が色濃い。
魔法少女もの以外のジャンル的要素としては、「戦闘美少女」の要素、主人公の周辺のきわめて狭い関係性が中間領域を差し挟むことなく世界の命運に直結するという意味での「セカイ系」の要素、百合（同性、特に思春期の女性間の恋愛関係）的な要素、「ループもの」の要素、といったものがある。
また、超常的な存在から逃げるのがホラー、交流するのがファンタジー、思考停止せずに研究するのがSFであると定義した上で、魔法少女をスカウトするマスコット的な動物（キュゥべえ）の裏の目的や少女を選ぶ意味に具体的な理由付けがされている点、必然性があれば銃火器も登場し生死の概念にも踏み込むという魔法少女の約束事に囚われないバトル、クライマックスにおける最大の問題の解決手段が論理的であった点から、SF作家の山本弘には魔法少女アニメの様式に論理を持ち込んだSFだと評されている。
新房によるとSFかファンタジーかは「どっちでもいいですよ（笑）。観る人が判断すればいいことですから。僕はタイトルに魔法少女とついていれば満足です。まぁ、言葉遊び的な要素が多いですよね。作る側としては意識して描くことはないよね、というのはありました。魔法のテクノロジーを描いているわけではないですし。日本SF大賞にもノミネートされたのは光栄でしたけどね。」とのこと。

### 構成
物語は序盤、おおむね約束事の積み重ねで作られており、劇団イヌカレーが描くサイケデリックな「魔女」や、「魔女」の住む異世界（結界）の悪夢の世界を想起させる不気味な背景美術といった要素はあるものの、かわいらしいオープニングなどで正統的な魔法少女もの作品としての雰囲気を醸し出している。しかし、これは魔法少女ものの約束事を踏まえることによって複雑な説明を省き、序盤の展開を迅速に進めると同時に、視聴者の先入観を逆手にとって意外な展開を組み込むための布石である。物語は徐々に魔法少女となったヒロインたちに襲い掛かる苛酷な運命に焦点を当てた展開を見せ始め、メインキャラクターの死というショッキングな展開が描かれた第3話以降は完全にハードな作風となり、以後は魔法少女たちが決意を挫かれ精神的に追い詰められていく様子などが、印象的な映像表現と共に描かれていく。監督の新房は、第3話以降の描写について残酷なシーンを見せたいのではなく、それに立ち向かう人たちの感情を見せたかったと語っている。
全12話の構成は、各3話区切りで「マミ編（第1話 - 第3話）」「さやか編（第4話 - 第6話）」「杏子編（第7話 - 第9話）」「ほむら編（第10話 - 最終話）」と呼べるようなものとなっており、それぞれのキャラクターの魅力が順番に描かれていくような構成となっている。しかし本作品には魔法少女たちが次々とリタイアしていくというコンセプトもあり、魔法少女は死亡というかたちで物語から退場していく。物語後半では、終盤になっても主人公とされる鹿目まどかが魔法少女にならず変身もしないという意外な展開に対し、魔法少女の1人がもう1人の主人公としての役割を帯びるようになる。
放映中は公式Webサイトや雑誌では先の展開を明かさないことによって視聴者の興味を引く方針が取られ、次回予告でも先の展開を伏せるために、イラストを背景にセリフが一言だけ流れるのみの構成とした。

### 表現手法
映像表現においては光源の置き方や構図の取り方によって登場人物の立場や心境を表現し、段取りを省きつつ場面の情報量を増やすという、監督の新房昭之がシャフトの作品で多用してきた手法が用いられている。蒼樹うめの絵柄は煽りなどの構図には向かないとされるが、本作品の作風には必要であることから多用された。また、キャラクターの顔の輪郭線において、通常は立体感を出すために肌の色よりやや暗い色で輪郭線を表現するのに対し、外側の輪郭線をわざと太く茶色で強調して表現しているという特徴的な手法を用いている。
劇中の舞台は、主要登場人物たちの生活圏は未来的で清潔感に溢れる安全な空間として描かれる一方、郊外にある工場や鉄塔などの風景は醜く不気味に描かれるなど、登場人物の立場や物語の展開に応じて異なる一面を見せるかたちで描かれる。そして魔女やその棲む異空間の描写には、劇団イヌカレーが得意とするコラージュの技法が用いられ、アニメキャラクターとして描かれた主要登場人物とは異質な質感で描かれている。こうした演出が蒼樹の画風と虚淵の作風を同一の世界で繋ぐ役割も果たしている。東日本大震災の時期であったこともあり「秩序ある日常の中におぞましい異物が出現することで、少女たちの日常が異界の不条理なルールによって破壊されることの暴力性が表現されている」などと社会性の側面から批評がされたが、劇団イヌカレーの泥犬は「劇団イヌカレーは社会性というものを目指したことはなく、非常に個人的な視点でつくっています」としている。
梶浦由記が手掛ける劇伴曲は、第3話まではもっぱらアコースティック・ギターやピアノを用いたアンビエント系の楽曲が用いられた一方、重苦しい展開となる第4話以降では印象的なコーラスやスキャットを用いるニューエイジ調のダークな曲が中心となるなど、展開や場面の内容に応じた使い分けが行われている。梶浦がしばしば用いる、架空の言語によるスキャットの歌詞は本作品でも多用されており、劇伴曲の中には異国の言葉を用いた歌のように聞こえるものもあるが、これらの曲の歌詞に意味は設定されていない。
魔法少女たちの能力には一長一短が設定され、特性を生かすためには駆け引きが必要であるとされているが、新房によれば、実際の作品は当初の想定よりもけれん味に重きを置いたものとなった。

### キュゥべえの存在
本作品では魔法少女に力を授けるマスコット的な動物の正体が、実は信頼できないエイリアンで、諸悪の根源であり、人間とは異質な価値観を持ち分かり合うことができない存在であるという、一般的な魔法少女もののジャンルにおける約束事を外した設定が用いられており、これが物語の発想の基幹となるモチーフにもなっている。劇中で「キュゥべえ」という名で呼ばれているこのエイリアンは、脚本やキャラクター原案の段階ではかわいらしい動物のように見せかけることが意図されていたものの、テレビアニメ本編ではあえて口や目を動かさずにしゃべるという不自然さを強調した演出がされ、さらには先の展開を知っているスタッフによって監督の思惑以上に不気味で邪悪な演出がされた。敢えて邪悪な表情は見せないものの、アップの演出や、意味深な場所に立っている描写が多用されるなど、神出鬼没で画面に出てくるだけでも怖い存在として描かれており、第5話で契約を交わす場面はホラーのように演出され、第8話で銃殺されても平然と復活する場面は悪魔のようにも描かれた。こうしたキュゥべえの出番には、アフレコの際にも出演者から「出た」「キャーキャー」といった悲鳴が上がったという。

## 作品テーマについて
本作品の内容は、平凡な主人公が救世主に至るまでの成長物語として捉えられることがある。評論家の宮崎哲弥は、希望が絶望を生み出す本作品の世界構造を仏教の因果に喩えた上で、世界構造を熟知した功利主義者であるキュゥべえに対して「凡夫であるまどかが菩薩や如来への階梯を駆け上がっていく成長物語」であるとした。また、アニメ評論家の藤津亮太は、「美少女ゲームやSFの文脈から読み解かれるのが本作品の正当な読み方」としながらも、全編を通してのまどかとその母の関係に着目し「母の生き方を理解し、自分の人生を選ぶ糧とする。隠し味のように潜む王道の成長物語」だという見解を示している。一方で、脚本の虚淵は、主人公のまどかの足取りは、成長とはまた違うものだと述べている。また、社会学者の宮台真司は、まどかは二度と戻れない翻身のヒロインであり、平凡な少女が周囲と積み重ねてきた絆や、自分を支えていた関係性に気づき、義務を果たす物語だと述べている。その他にも、幹細胞生物学者の八代嘉美は、手段と目的がずれてしまうことはどの世界でもあることだが、本作品は選択を繰り返すことで大人になっていくというテーマを持った作品だと述べている。
本作品では、「願い」も作品の重要な要素となっている。虚淵によれば、本作品は少女の祈りが突っぱねられて無情に転がっていくだけの世界から、少女の祈りが肯定される魔法少女の世界に変わるまでの物語となっており、「少女の祈りを世界が良しとするか否か」がテーマとしてあるという。
また、虚淵は、折衝というテーマが念頭にあるとも言っており、本作品の結末は、諸悪の根源を打ちのめすものではなく、和解を描くものでもないかたちに落ち着かせたかったとしている。劇中におけるキュゥべえの契約についても、電気代を無料にすると言われて家の裏庭に原子炉を置かれるようなものであると説明し、そのような理不尽な契約はお断りであるとしつつも、原子力がそうであるように、魔法のような力にも様々な対価やリスクがあるが、それをただ否定するのも間違いであり、悲劇や犠牲を無駄にしないためにも折り合いをつける方法を探し続けるべきではないかと虚淵は述べている。

## 製作・スタッフ
| 原作                              | Magica Quartet                                                           |
| 監督                              | 新房昭之                                                                 |
| 企画                              | 夏目公一朗、孝壽尚志、峯岸卓生 でじたろう、太布尚弘、久保田光俊 竹田靑滋 |
| シリーズディレクター              | 宮本幸裕                                                                 |
| 脚本                              | 虚淵玄(ニトロプラス)                                                     |
| キャラクター原案                  | 蒼樹うめ                                                                 |
| キャラクターデザイン              | 岸田隆宏                                                                 |
| アクションディレクター            | 阿部望、神谷智大                                                         |
| 総作画監督                        | 谷口淳一郎、高橋美香                                                     |
| レイアウト設計                    | 牧孝雄                                                                   |
| プロダクションデザイン 異空間設計 | 劇団イヌカレー                                                           |
| 美術プロデューサー                | 増山修                                                                   |
| 美術監督                          | 稲葉邦彦、金子雄司(第1話 - 第6話) 内藤健(第7話 - 最終話)                 |
| 美術設定                          | 大原盛仁                                                                 |
| 色彩設計                          | 日比野仁、滝沢いづみ                                                     |
| ビジュアルエフェクト              | 酒井基                                                                   |
| 撮影監督                          | 江藤慎一郎                                                               |
| 編集                              | 松原理恵                                                                 |
| 音響監督                          | 鶴岡陽太                                                                 |
| 音響効果                          | 田中秀実                                                                 |
| 音響制作                          | 楽音舎                                                                   |
| 音楽                              | 梶浦由記                                                                 |
| 音楽プロデューサー                | 森康哲                                                                   |
| 音楽制作                          | アニプレックス                                                           |
| プロデューサー                    | 岩上敦宏、加藤昱夫、細川修 土居由直、金庭こず恵、丸山博雄                |
| アニメーション プロデューサー     | 岩城忠雄                                                                 |
| アニメーション制作                | シャフト                                                                 |
| 製作                              | Madoka Partners、毎日放送                                                |

製作にはMadoka Partnersと毎日放送がクレジットされており、Madoka Partnersにはアニプレックス、芳文社、博報堂DYメディアパートナーズ、ニトロプラス、ムービック、シャフトの6社が名を連ねている。新房昭之監督・シャフト制作のタッグによるアニメ作品は過去に幾つか作られているものの、この制作体制でオリジナル作品を手がけるのは初である。シャフトがアニメーション制作を担当するオリジナルアニメ作品としては『この醜くも美しい世界』（2004年、ガイナックスとの共同制作）以来であり、新房が手がけるオリジナルアニメ作品としては『コゼットの肖像』（2004年、童夢制作）以来となる。なお、テレビアニメ本編の新作発表の準備を進めている段階にあった2010年の春ごろ、シャフトが制作中の新作に新房、虚淵、蒼樹が関わっているという情報がリークされ、噂として流れてしまった。当初は本作品の作風を悟られないように虚淵の名前を伏せる案もあったというが、このリークのために第1報から3人の名前を同時に発表する方針となった。

### 企画
プロデューサーの岩上敦宏は、魔法少女アニメを企画した動機について、『魔法少女リリカルなのは』（2004年）で一度魔法少女アニメを手がけた新房昭之から「魔法少女か探偵ものをやってみたい」という話を聞いたことと、岩上がロボットや魔法少女が「アニメの魅力を一番発揮できるジャンル」であると考えていたことにあると述べており、岩上の「新房監督の新たな魔法少女作品を観てみたい、それも監督独自の映像的な個性をより出しやすいオリジナル作品で」という発想の元、本作品の企画は始まったとされる。
そして、キャラクターデザインの原案には蒼樹うめ、脚本には虚淵玄という組み合わせが岩上によって企画を立ち上げる最初期の段階で行われた。蒼樹は本作品と同様に岩上と新房が関わったテレビアニメ『ひだまりスケッチ』の原作者であり、蒼樹の手がけた同人誌で描かれていた憂いの表情を別の作品で活かしたいと岩上が考えていたことが本作品への起用に繋がった。虚淵は3人との仕事は初めてとなるが、その起用経緯については岩上は、劇場版『空の境界』の試写会の席で奈須きのこを介して虚淵と知り合い、その後虚淵の小説『Fate/Zero』をアニメ化する企画を持ちかける過程で、虚淵を本作品にも起用することを思い立ったとされる。岩上はこの2人を組み合わせたことについて、脚本だけでなくキャラクターデザインもシリアスでハードなものにしてしまうと見る人が限定されてしまうため、ハードでシリアスな物語をアイドルが演じる「すごく面白いアイドル映画」に近いイメージで企画したとしている。虚淵はまず新房の過去の監督作である『なのは』を見たが、魔法少女の戦闘モノは『なのは』でやり尽くされていると感じたため『コゼットの肖像』に蒼樹のキャラが迷い込んだ感じにすることとした。
主要スタッフによる最初の会議は2008年10月ごろに行われ、願いを叶えた魔法少女がやがて魔女になってしまうという設定や、魔法少女を戦いに導く動物（キュゥべえ）が、かわいらしい外見ながら世界のための犠牲を平然と肯定するような価値観の持ち主であること、主人公が魔法少女になることを否定的に捉えつつも最後は魔女となって世界を救う結末などが決定された。なお、プロデューサーの岩上から最初に提示された題目は「魔法少女が次々と脱落するバトルロイヤルもの」というものであったという。この段階で想定されていた登場人物は、明るく理想主義の主人公、主人公と友情を築く現実主義の魔法少女、魔女の血を引き才能に恵まれた魔法少女、オタクの魔法少女という4人で、また魔法学園ものになる案も検討されていた。
タイトルに「魔法少女」を冠する点にこだわったのは新房で、「まどか☆マギカ」の部分は岩上がつけたものである。最初の仮題は、虚淵がつけた『魔法少女黙示録 まどかマギカ』であったが、その後すぐ「『黙示録』はやめよう」という話になり、『まどかマギカ』だけにしようという案もあったが、新房は「魔法少女」という文字を入れないのなら魔法少女アニメとしてやる意味がないと主張し、このタイトルとなった。なおタイトルをラテン語で訳すと「PUELLA MAGI MADOKA MAGICA」となり、タイトルロゴにこの表記がある。

### 脚本
虚淵へのオファーは、プロデューサーの岩上が『Fate/Zero』を読んだことをきっかけとする推挙であったため、虚淵もどういう作風を求められているのかは明白だったといい、物語を組み立てる際には同作での経験を生かしたとしている。その一方でキャラクター原案が蒼樹うめだと聞いたときには戸惑いがあったといい、蒼樹のキャラクターを自らの作風に取り込むとどうなるのかを考えるために『ひだまりスケッチ』を何度も読み返したという。
虚淵は企画会議でゴーサインが出た直後から構成案に取り掛かり、2回目の会議までに全13話構成のあらすじをA4用紙2ページ分にまとめた構成案を提出している。そして、構成案が出た会議にて1話を減らして全12話になることが決定された。構成案ではさやかが絶望して魔女となってしまう理由が未定であるなど、第6話から第8話までの内容が煮詰められていなかったが、伏せられた事実を段階的に明かしていくという構成が既に決まっており、基本的な構成はほとんど変更されていない。虚淵は本作品の構成について、自身が参加した2009年のテレビアニメ『Phantom 〜Requiem for the Phantom〜』においてシリーズ構成を担当した、黒田洋介の手法を参考にしており、第3話に最初の山場を設ける構成も黒田から学んだことであるとしている。
構成案を元にした脚本の執筆は、2008年末から2009年末にかけて毎月1話分のペースで進められたが、脚本会議に提出された第1稿はほぼそのまま通り、後から固有名詞の変更や、戦闘シーンのイメージの反映、および矛盾点の修正などは行われたものの、監督から修正を要求することはほとんどなかった。監督の新房は虚淵をアニメ脚本家ではなく作家として見ていたため、最初から物語の展開に手を入れる気はなかったといい、脚本の勢いを殺さない意図もあったとしている。しかし、虚淵にとってシナリオの仕事とは7割の修正を余儀なくされるのが常であり、前例のない体験であったという。魔法少女たちの戦いについて、岩上が企画した当初は「能力戦」「誰が勝つか分からないバトルロイヤル」といった方向性を想定していたが、脚本段階では戦闘の詳細な内容はほとんど詰められなかった。
登場人物のネーミングは虚淵が行っているが、一風変わった名前の方がネットでの検索エンジンでも検索されやすいとの理由から、特徴的な名前が付けられており、主要人物は女性名にも聞こえるような苗字となっている。まどかの母や仁美といったサブキャラクターの設定や役割は、脚本を書き進める段階で固められた。

### デザイン
蒼樹うめによるキャラクター原案の第1稿も、最初の企画会議が行われた2008年10月ごろから描き進められた。蒼樹が描き始める際にはあらすじや設定のほかに、各キャラクターのイメージカラーも虚淵からは伝えられていたが、そのことを途中で忘れたままの状態で初期稿を仕上げており、第1稿は蒼樹にとって自信のないものだったと蒼樹は述懐している。しかし、新房たちから修正点を指摘されることはほぼなく、第2稿では蒼樹が自主的に試行錯誤を重ねていった。その後、第3稿を経て決定稿へ至った。なお虚淵によれば、全体の構成案を作る前の段階で蒼樹からデータでラフ画の画稿が送られていたという。
魔女に関する設定・魔女や魔獣のデザイン・結界内の美術などは、ほとんど全てを劇団イヌカレーが担当している。監督の新房には魔女のビジュアルを一般的なイメージとは違うものにしたいという思惑があり、『獄・さよなら絶望先生』製作の際にオープニングアニメーションを担当した劇団イヌカレーを起用することを脚本会議の段階から要望していた。美術設定の会議は2010年5月に行われ、劇団イヌカレーは既に全て上がっていた脚本を事前に読んでからイメージをすり合わせた。魔女の各設定は脚本を基に起こされているが、設定と脚本が食い違った際には、脚本を魔女の設定へ寄せたこともあった。
監督の新房は本作品を『魔法少女リリカルなのは』とは違う印象の作品にしたいという考えがあり、2004年の監督作品『コゼットの肖像』の延長線にある作品であると位置付けていた。脚本の虚淵も、漠然とではあるが『コゼットの肖像』の映像感覚を想定しながら脚本を執筆したと述べている。

### アニメーション制作
本作品ではシャフトの制作ラインの関係から、企画の進行が中断していた時期があり、脚本が完成してからアニメの制作が開始するまでは2年ほどの間が空いた。しかし、新房はこれが結果的にはクールダウンの期間として機能したと語っている。
実務的なスタッフィングはアニメーションプロデューサーの岩城忠雄が行い、キャラクターデザインの岸田隆宏を始め、それまでのシャフト作品とは縁の薄いアニメーターが多く参加することとなった。シリーズディレクターの宮本幸裕は途中から制作に加わっており、放映の3、4か月前から参加したという。
絵コンテなどには注意事項の記載や新房自らによる修正が多く入れられた。一方で、新房には制作作業が予定調和になってしまうと普通の作品になってしまうという発想から、スタッフに詳しい内容を教えずに作業をさせることがあり、エンディングアニメーションの絵コンテから撮影までを1人で担当した鈴木博文には作品内容が伝えられず、鈴木は自主的に調べて映像を仕上げることとなった。脚本段階で詰められなかったアクションシーンの詳細は、監督の新房、脚本の虚淵、シリーズディレクターの宮本、アクションディレクターの阿部望の話し合いで決められた。
本作品のキャラクターデザインは輪郭線を二重に取る、目に斜線を入れるといったアニメーションの作画としては挑戦的なタッチが用いられているが、作画陣には浸透せず、絵としてまとまったのは9、10話辺りだと新房は述べている。

### 録音
音響監督は楽音舎の鶴岡陽太が務めており、音響の制作は雰囲気に流されず、脚本の組み立てに合わせてコンセプトをしっかりさせるという方向性で進められた。声優のオーディションの時点で現場には大まかなシナリオチャートが用意されていたため、大半のキャストはシビアな展開の作品であることを理解した上でアフレコに入った。マミ役の水橋かおりも3話で自らが演じる役が死亡することは事前に知っての参加だったという。ただし、キュゥべえに関してはその素性が知らされておらず、キュゥべえ役の加藤英美里は収録が始まった時点ではかわいいマスコットキャラクターとして演じていた。またキュゥべえに関しては3話までは尻尾を上げるときにかわいらしいSEが付けられていたが、途中からなくなっている。
魔女の声に関しては、設定を考えた劇団イヌカレーに具体的なイメージがあり、劇団イヌカレーからの伝言を元にして試行錯誤が行われた。

## 音楽

### 劇伴
劇伴曲を手がける梶浦由記は『コゼットの肖像』で新房と組んだ経験があり、さらに虚淵の強い要望から起用となった。梶浦は、キャラクターデザインと全話の脚本を渡され、具体的にどの場面で使う曲であるのかを指定する形で発注を受けた。こうした発注方法は普通は行われず、脚本が早い段階で完成していた本作品ならではの発注方法とされる。ただし別の場面のために作られたものの、音響監督の判断で巴マミのテーマ曲として転用された楽曲“Credens justitiam”や、後になってから「人魚の魔女」の専用曲として急遽追加発注された楽曲“Symposium magarum”など、例外的なものもあった。なお、梶浦は渡された脚本を電車の中で読み、降車駅を乗り過ごしてしまうほど夢中で脚本を読んだ末にヒットを確信したといい、企画に乗り気であったという。
劇伴曲集はBD/DVDの特典としてリリースされ、Vol.1は第2巻、Vol.2は第4巻、Vol3は第6巻の初回限定版に収録されている。またこれらのサウンドトラックと後述の主題歌、梶浦による新規書き下ろし楽曲を収録した『魔法少女まどか☆マギカ MUSIC COLLECTION』が2013年12月25日に発売された。なお劇伴曲にはラテン語の曲名がつけられているが、これらはサウンドトラックの収録時にアニプレックスによってつけられたもので、制作スタッフの間では番号で呼ばれていた。
| オリジナルサウンドトラックVol.1 | オリジナルサウンドトラックVol.1 |
| #                               | 曲名                            |
| ------------------------------- | ------------------------------- |
| 1                               | Sis puella magica!              |
| 2                               | Salve, terrae magicae           |
| 3                               | Gradus prohibitus               |
| 4                               | Credens justitiam               |
| 5                               | Clementia                       |
| 6                               | Desiderium                      |
| 7                               | Conturbatio                     |
| 8                               | Postmeridie                     |
| 9                               | Puella in somnio                |
| 10                              | Umbra nigra                     |
| 11                              | Terror adhaerens                |
| 12                              | Scaena felix                    |
| 13                              | Pugna cum maga                  |

| オリジナルサウンドトラックVol.2 | オリジナルサウンドトラックVol.2 |
| #                               | 曲名                            |
| ------------------------------- | ------------------------------- |
| 1                               | Decretum                        |
| 2                               | Agmen clientum                  |
| 3                               | Venari strigas                  |
| 4                               | Signum malum                    |
| 5                               | Amicae carae meae               |
| 6                               | Incertus                        |
| 7                               | Inevitabilis                    |
| 8                               | Serena ira                      |
| 9                               | Anima mala                      |
| 10                              | Pugna infinita                  |
| 11                              | Vocalise Op.34 no.14            |
| 12                              | Ave Maria                       |

| オリジナルサウンドトラックVol.3 | オリジナルサウンドトラックVol.3              |
| #                               | 曲名                                         |
| ------------------------------- | -------------------------------------------- |
| 1                               | Numquam vincar                               |
| 2                               | Quamobrem?                                   |
| 3                               | Cor destructum                               |
| 4                               | Surgam identidem                             |
| 5                               | Confessio                                    |
| 6                               | Sagitta luminis                              |
| 7                               | Nux Walpurgis                                |
| 8                               | Cubilulum album                              |
| 9                               | Taenia memoriae                              |
| 10                              | La Fille aux Cheveux de Lin (Claude Debussy) |
| 11                              | Symposium magarum                            |
| 12                              | Pergo pugnare                                |
| 13                              | コネクト -Game INST-                         |

### オープニングテーマ
オープニングテーマにはClariSが起用された。第10話、最終話（第12話）にはオープニングアニメーションがなく、直接本編が開始される。
「コネクト」
作詞・作曲 - 渡辺翔 / 編曲 - 湯浅篤 / 歌 - ClariS
オープニングアニメーション絵コンテ・演出 - 板村智幸
第1話 - 第9話、第11話オープニングテーマ。第10話、最終話ではエンディングテーマとして使用されたが、エンドクレジット上ではいずれもオープニング扱いとなっている。
明るい正統派の魔法少女アニメのオープニングを想起させる内容となっており、映像にはまどか、マミ、さやかが魔法少女姿で共演しているという、本編時間軸では実現しなかった場面も描かれている。視聴者や出演者の間では、本編第3話以降のシリアスな内容との落差が話題になり「オープニングは詐欺」とも言われたが、第10話で暁美ほむらの過去が明かされると、劇中で伏せられ続けていたほむらの心情に寄り添ったものであることが示唆されるようになる。このことを第10話まで視聴者に悟られないよう、オープニング映像は意図的にまどか中心で描かれているが、実はこの映像がほむら視点から見たものであるという解釈での演出を終盤に付け加える構想もあったという。
作詞を担当した渡辺は、ストーリーに関する詳細な情報を知らされないまま制作したため、「アニメのストーリーに上手く沿ったのは、偶然の一致みたいなもの」と語っている。

### エンディングテーマ
エンディングテーマにはKalafinaが起用された。オンエア版の第1話、第2話、第9話、第11話はエンディングアニメーションがなく、本編ラストシーンにかかるかたちでエンドクレジットが流された。第10話、最終話では主題歌「コネクト」がエンディングテーマとして使用された。BD/DVD版では第1話、第2話、第9話にオリジナルのエンディングテーマと一枚絵の映像が使用されている。
「Magia」
作詞・作曲・編曲 - 梶浦由記 / 歌 - Kalafina
エンディングアニメーション - 鈴木博文
第3話 - 第8話エンディングテーマ。第1話、第2話、第10話では挿入歌として使用された。BD/DVD版第11話では本編ラストシーンにかかるかたちで使用され、そのままエンディングへとつながった。
巴マミの死が描かれる第3話からはエンディング映像を伴うようになるが、その内容は作品のダークな内容を象徴するような、視聴者にインパクトを与えるものになっており、エンドクレジットも赤文字で描かれるという趣向が施されている。第1話と第2話でエンディング映像が用いられなかったのは、その内容がネタバレとなってしまうためである。
「また あした」
作詞・作曲 - hanawaya / 編曲 - 流歌、田口智則 / 歌 - 鹿目まどか（悠木碧）
エンディングイラスト - 蒼樹うめ
BD/DVD版第1話・第2話エンディングテーマ。
「and I'm home」
作詞・作曲 - wowaka / 編曲 - とく、wowaka / 歌 - 美樹さやか（喜多村英梨）、佐倉杏子（野中藍）
エンディングイラスト - 蒼樹うめ
BD/DVD版第9話エンディングテーマ。

### 挿入歌
劇伴曲の中には歌のように聞こえる曲もあるが、多くは歌詞に意味が設定されていないスキャットである（詳細は「#表現手法」を参照）。例外としてオープニングテーマ、エンディングテーマが挿入歌として使用されている場面がある。
「『コネクト』ゲームインスト」
作曲 - 渡辺翔 / アレンジ - NIHILISTICA
オープニングテーマのアレンジ曲。第6話において、杏子がゲームセンターでプレイしていたダンスゲームの曲として流れた。劇中ゲームやその筐体に描かれているキャラクターは劇団イヌカレーが担当している。

## 各話リスト
| 話数   | サブタイトル                  | 絵コンテ | 演出       | 作画監督                                                                             | 予告イラスト                  |
| ------ | ----------------------------- | -------- | ---------- | ------------------------------------------------------------------------------------ | ----------------------------- |
| 第1話  | 夢の中で逢った、ような……      | 芦野芳晴 | 宮本幸裕   | 江畑諒真                                                                             | ハノカゲ                      |
| 第2話  | それはとっても嬉しいなって    | 芦野芳晴 | 向井雅浩   | 高橋美香、実原登、鳥山冬美                                                           | 氷川へきる                    |
| 第3話  | もう何も恐くない              | 芦野芳晴 | 八瀬祐樹   | 潮月一也、神谷智大                                                                   | 津路参汰 （ニトロプラス）     |
| 第4話  | 奇跡も、魔法も、あるんだよ    | 笹木信作 | 小俣真一   | 小関雅                                                                               | 小林尽                        |
| 第5話  | 後悔なんて、あるわけない      | 小俣真一 | 間島崇寛   | 本多美乃、松本麻友子、小菅和久                                                       | ゆーぽん （ニトロプラス）     |
| 第6話  | こんなの絶対おかしいよ        | 笹木信作 | 浅利藤彰   | 宮嶋仁志、福永純一                                                                   | ウエダハジメ                  |
| 第7話  | 本当の気持ちと向き合えますか? | 西田正義 | 城所聖明   | 小林亮、かどともあき                                                                 | 天杉貴志                      |
| 第8話  | あたしって、ほんとバカ        | 小俣真一 | 川畑喬     | 近藤優次、松本朋之                                                                   | 藤真拓哉 （協力: 田中研太郎） |
| 第9話  | そんなの、あたしが許さない    | 七嶋典子 | 向井雅浩   | 片山みゆき、牧孝雄、高橋美香 松本元気、潮月一也、岩崎安利 伊藤良明、半澤淳、関口雅浩 | なまにくATK （ニトロプラス）  |
| 第10話 | もう誰にも頼らない            | 笹木信作 | 八瀬祐樹   | 伊藤良明、潮月一也                                                                   | ムラ黒江                      |
| 第11話 | 最後に残った道しるべ          | 伊藤智彦 | 渡邉こと乃 | 宮前真一、藤澤俊幸                                                                   | ブリキ                        |
| 最終話 | わたしの、最高の友達          | 笹木信作 | 宮本幸裕   | 谷口淳一郎、高橋美香                                                                 | 蒼樹うめ                      |

## 放送
日本国内では2011年1月から4月にかけて製作局の毎日放送およびTBSテレビ、CBCのTBS系列東名阪3局にて深夜アニメとして放送され、同年1月からはネット配信も行われた。この際には東日本大震災における報道特別番組の影響で、最終回を含む2011年3月11日以降の放送は一時休止となったが、東日本大震災における緊急報道体制が解かれた後の2011年4月に単発枠の特別編成で最終回を含む2、3話を集中放送および配信した。この他、2012年4月からはTOKYO MXで地上波初の再放送が行われた。2013年10月からは劇場版 [新編]の公開に合わせ、TOKYO MX（『E!TV』枠）、群馬テレビ、とちぎテレビの関東地区独立局3局に加え、無料放送BS局としては初めてBS11での全国放送を実施した。2019年7月にも再放送された。
| 放送地域   | 放送局             | 放送期間                              | 放送日時                                                  | 放送系列                 | 備考 |
| ---------- | ------------------ | ------------------------------------- | --------------------------------------------------------- | ------------------------ | --- |
| 近畿広域圏 | 毎日放送           | 2011年1月7日 - 3月11日 2011年4月22日  | 金曜 1:25 - 1:55（木曜深夜） 金曜 2:40 - 3:40（木曜深夜） | TBS系列                  | 制作局 |
| 関東広域圏 | TBSテレビ          | 2011年1月8日 - 3月5日 2011年4月22日   | 土曜 1:55 - 2:25（金曜深夜） 金曜 3:00 - 4:30（木曜深夜） | TBS系列                  | |
| 中京広域圏 | CBCテレビ          | 2011年1月13日 - 3月10日 2011年4月25日 | 木曜 2:00 - 2:30（水曜深夜） 月曜 2:45 - 4:15（日曜深夜） | TBS系列                  | |
| 石川県     | 北陸放送           | 2012年7月6日 - 10月5日                | 金曜 2:05 - 2:35（木曜深夜）                              | TBS系列                  | 初回は金曜 2:35 - 3:05（木曜深夜）にて放送。 |
| 東京都     | TOKYO MX           | 2012年4月5日 - 6月21日                | 木曜 23:00 - 23:30                                        | 独立UHF局                | |
| 広島県     | 中国放送           | 2013年1月20日 - 3月24日               | 月曜 3:35 - 4:20（日曜深夜）                              | TBS系列                  | [ 129 ] |
| 栃木県     | とちぎテレビ       | 2013年10月5日 - 2013年12月21日        | 土曜 23:30 - 24:00                                        | 独立UHF局                | |
| 群馬県     | 群馬テレビ         | 2013年10月5日 - 2013年12月21日        | 土曜 23:30 - 24:00                                        | 独立UHF局                | |
| 新潟県     | 新潟放送           | 2014年6月23日 - 7月28日               | 月曜 2:55 - 3:53（日曜深夜）                              | TBS系列                  | 新潟市中央区の『新潟市マンガ・アニメ情報館』にて「まどか☆マギカ展」開催に伴い放送。 6月30日（第9話）、7月7日（第10話）、7月14日（第11話）は月曜 2:45 - 3:43（日曜深夜）に放送。 |
| 青森県     | 青森放送           | 2017年11月4日 - 2018年1月             | 土曜 未明（金曜深夜）                                     | 日本テレビ系列           | 青森市の青森県立美術館にて 「蒼樹うめ展in青森」 開催に伴い放送。 |
| 日本全域   | AT-X               | 2011年4月2日 - 2011年6月18日          | 土曜 9:30 - 10:00                                         | アニメ専門BS/CS放送      | リピート放送あり |
| 日本全域   | アニマックス       | 2012年2月8日 - 4月25日                | 水曜 22:00 - 22:30                                        | アニメ専門BS/CS放送      | リピート放送あり |
| 日本全域   | BS11               | 2013年10月12日 - 12月28日             | 土曜 23:30 - 日曜 0:00                                    | BSデジタル放送           | [ 133 ] |
| 日本全域   | WOWOWプライム      | 2015年1月3日                          | 土曜 0:30 - 不明                                          | BSデジタル放送           | [ 134 ] [ 135 ] [ 136 ] |
| 日本全域   | テレ朝チャンネル1  | 2015年11月9日 2015年11月16日 - 不明   | 月曜 0:30 - 不明 月曜 0:00 - 1:00                         | CS放送                   | リピート放送あり |
| 日本全域   | BS朝日             | 2021年4月2日 -                        | 金曜 23:00 -23:30                                         | BSデジタル放送           | |
| 配信地域   | 配信元             | 配信期間                              | 配信日時                                                  | 配信方法                 | 備考 |
| 日本全域   | ニコニコ生放送     | 2011年1月13日 - 3月10日               | 木曜 3:00 - 3:30（水曜深夜） 月曜 4:15 - 5:15（日曜深夜） | ライブストリーミング     | |
| 日本全域   | ニコニコチャンネル | 2011年1月13日 -                       | 木曜 3:00 - 3:30（水曜深夜） 更新                         | ネット配信               | |
| 日本全域   | NOTTV              | 2014年5月 - 不明                      | 不明                                                      | モバキャス               | [ 注 20 ] [ 139 ] |
| 日本全域   | Netflix            | 2015年9月 -                           | ネット配信                                                | HD画質（720p）による配信 | |
| 日本全域   | AbemaTV            | 2015年4月 -                           | 不明                                                      | ライブストリーミング     | リピート放送あり |
| 日本全域   | Abemaアニメ        | 2020年1月5日 - 3月22日                | 日曜 1:00 - 1:30                                          |                          | |

### 放送中の動向
本作品では先の読めない展開を視聴者に楽しんでもらうという方針から、放送前にはストーリーに関わる情報は徹底的に伏せられており、番組公式サイト上では監督の新房は「今までになかった新しい『魔法少女』ができるのではないでしょうか」というコメントを残し、虚淵は「テレビの前の皆様が温かく幸せな気持ちで一杯になってもらえるよう、精一杯頑張ります!」と発言していた。しかし、魔法少女の一人が退場する第3話の放送後には、虚淵は自身のTwitterで放送前までの自身のコメントなどが「展開を見透かされないためのミスリード」だったことを認め、「これからは普通の虚淵に戻ります」と宣言した。
重厚な設定や悲壮な展開は注目を集め、放送が行われていない日本国外の地域から寄せられたものを含めた様々な反響があり、同時期のテレビアニメの中では抜きんでた話題を集めたが、最終回を前に、2011年3月11日に発生した東北地方太平洋沖地震と、それに伴う東日本大震災のための特別報道番組によって本作品の放送が中止となり、第11話以降の放送およびネット配信も「自粛」を理由に延期されることとなり、放送が危ぶまれた。
2011年3月末までの放送を予定していたレギュラー放送はそのまま終了となったが、公式Twitter上で、レギュラー放送とは違った形で4月中に最終話までの公開を目指す旨が発表され、その後の告知で、最終回は放送休止となっていた2話または3話分（放送局により異なる）の未放送エピソードをまとめて放送する形となることが発表された。その間には最終回がいつ放送されるのかが話題となり、ゲームメーカーなどがエイプリルフールのネタとして本作品を取り上げたほか、第11話と最終話（第12話）の台本がインターネットオークションや掲示板へ流出するというトラブルもあった。放送日は2011年4月21日深夜（4月22日未明）となり、最終回の集中放送当日の読売新聞朝刊（統合版地域は除く）には全面広告が掲載されるなど、大々的な告知も行われた。テレビアニメが何らかの事情で予定の期間内に最終話までの放送を完了できなかった場合、そのまま打ち切りになってしまうことも多い中、こうしたかたちで放送が行われたり、新聞広告を用いた告知が行われたりすることは極めて異例とされる。平日の深夜3時放送となった最終回はネット上や秋葉原でも大きく盛り上がり、視聴率は高く、MBSで2.3パーセントを記録。同占拠率は22.6パーセントだった（共にビデオリサーチ調べ）。

### 日本国外での放送
日本国外では2011年6月18日19時から25時（JST）にかけ、ニコニコ生放送で日本・台湾同時全話生配信を行った。台湾での視聴者に向けて中国語（繁体字）での字幕を付加している。放送後に視聴者数は104万2356人、総コメント数は189万9936件と公表され、いずれも同配信サイトで行われたアニメ番組一挙放送企画における最多記録を更新した。
イタリアでは、国営放送であるイタリア放送協会のRai 4で、現地時間の2012年2月5日から日曜午前10時（UTC +1）の「Anime Morning」枠内にてイタリア語吹き替え版が放送されている。また放送に伴ってイタリアのAmazonDVD総合ランキングの1位に本作品のBDが登り出たこともあった。
韓国では日本の放送の1週間後にケーブルチャンネルで放送され、全作品で視聴率1位を獲得している。
2012年2月11日の13時30分（JST）からは、英語吹替版BD/DVDの発売を記念して、ニコニコ生放送で日本・アメリカ合衆国・カナダ・イギリス・オーストラリア・ニュージーランドの全6か国に向けた英語吹き替え版の配信が行われた。
香港で2014年11月19日に開局したネットテレビ局香港電視（HKTV）は、開局前にサーバーのストレステストを行うため、11月9日のテスト期間（日本時間23 - 24時）に本作品の広東語吹き替えバージョンの第2話、第3話を試験放送し、また本作品の第1話から第4話を配信した。開局翌日の11月20日から11月23日は第1話から第4話を23時30分（JST）、翌3時30分、18時30分（第3話初放送は24時、第5話初放送は24時30分）にリアルタイム形式、11月24日朝7時に第5話から第11話をVODとリアルタイム形式の放送し、最終話は12月1日に両方で放送した。

## 関連作品
関連作品としてはテレビアニメ本編の内容を再現した漫画、小説作品のほか、外伝作品も作られた。一連のシリーズ作品はテレビアニメ版に軸を置いており、外伝漫画はそこからの派生作品という位置づけとなっている。
『劇場版 魔法少女まどか☆マギカ』は世界展開も行われており、日本以外では「前編・後編」はアメリカ合衆国、フランス、イタリア、サンマリノ、大韓民国、台湾、香港、シンガポール、オーストラリア、カナダ、メキシコの11か国43都市以上で2012年10月から2013年5月にかけて上映され、「新編」は9か国107劇場で公開された。

## 作品の評価

### 売上
日本市場にて2011年4月27日に発売されたBD第1巻の初週売上は5万3000枚となり、テレビアニメのBD初週売上としてはそれまでの最高だった『化物語』第6巻の5万1000枚を抜き、当時の最高売上を記録した。さらにその記録は5万4000枚の初週売上を記録したBD第2巻によって塗り替えられ、2011年のテレビアニメのBD売上は第1巻 - 第3巻が歴代3位までを独占していた。BDとDVDの総売上は2012年10月2日時点で、当時の深夜アニメとしては異例の60万枚を記録している。
本作品はグッズ販売も大きく展開されており、第3話の放送後には使用許諾のオファーの電話が殺到し、結果的に2012年春時点で100社近くものメーカーが製品を制作し、ライセンス収入は当初の予想の数十倍におよんだ。フィギュアも2011年・2012年のグッドスマイルカンパニー内の年間ランキングやAmazon.co.jpにおけるホビー部門の年間ランキングにおいて、本作品関連の商品が複数ランク入りする人気を見せている。通常ではライセンスビジネスはテレビ放映から6か月程度で終息することが多い中、本作品の場合放送から8年経った2019年においても展開が継続しており、グッズの累計売上総額も2013年時点で約400億円に達している。
北米市場では、以前に比べて日本のアニメが存在感を示すことがない状況が続いていたが、本作品ブックレット付属の吹き替え版DVDは通常の約2倍の値段ながら予約で完売する好調さを見せた。
『劇場版 魔法少女まどか☆マギカ[新編]』は深夜アニメ発の映画作品としては初めて20億円を突破する興行収入を記録し、2014年4月2日に発売された[新編]のBD完全生産限定版は初週で12万8000枚を売り上げ、アニメBDとしては『ヱヴァンゲリヲン新劇場版:破』『ヱヴァンゲリヲン新劇場版:Q』に次ぐ歴代3位の初週売上を記録した。

### 反響
本作品が放送された当時の日本の深夜アニメの傾向として、売り上げの予想が立てられないオリジナルアニメ作品は商業的には不利であると見なされて敬遠され、漫画やライトノベルなど原作付きのアニメが主流となる傾向が強くなっていた。新房は、『ソウルテイカー』と『コゼットの肖像』がそれほどヒットしなかったため、シャフト時代はスタッフを労う意味でももっぱら原作付き作品を続けてきた。原作付き作品とオリジナルの違いについて「自分は作家ではないので、そこに分け隔てはないんですよ」「久々に『まどか』はオリジナルをやったという経緯ですね。たまたまヒットしたからよかった」「(オリジナルは)ちょっとそういう意味では、消極的かもしれません」と述べている。本作品に関しても、当初はスタッフの間でも女児向けの魔法少女アニメの改編期との競合を不安視する意見もあり、実際に放送開始前にはそれほど注目されているとは言い難かった。本作品のスタッフとして「ファンシーかつ優しい絵柄と物語作り」の蒼樹うめ、『化物語』などを手掛けたシャフトなどと共に、「シナリオの暴力的描写がアダルト」である虚淵玄の名がスタッフとして発表された際には、異色の組み合わせとして受け取られたが、ストーリーに関わる情報は徹底的に伏せられたため、その後はそれほど話題になることはなかった。しかし、衝撃的な展開となった第3話は反響を呼び、その後も魔法少女の苦悩を描いた内容が各所で話題となっていった。アニメ評論家の氷川竜介は魔法少女・美少女アニメの枠組みや既成概念を乗り越え、近年の内閉的な傾向を打破した作品だと述べている。
延期されていた最終回の放送後は、アニメ雑誌各誌が熱の入った特集記事を競うように掲載し、普段はアニメを取り扱わない一部雑誌もそれに続き、評論本も出版された。評論家の宇野常寛は、2000年代の日本のサブカルチャー領域で流行した諸要素が散りばめられた総決算といえる作品だと評し、社会学者の宮台真司はドラマが他力本願になりがちなセカイ系が持つ課題を乗り越えた作品だと述べていた。漫画家の山田玲司は絵柄とその背後に迫る物とのバランスが絶妙であり日本のアニメの到達点と評している。
ファンの間でも作品解釈、分析、考察、ファンアートの発表などが、日本国内外のインターネット上やそれ以外のコミュニティで盛んに交わされた。こうした視聴者の盛り上がりの様相を「社会現象」として語るメディアも多い。また、『機動戦士ガンダム』『新世紀エヴァンゲリオン』と並べて「エポックメイキングなオリジナルアニメが15年あるいは16年の周期で出現する」という意見も出された。
原作となる作品の枯渇も起こっている中、2010年には『Angel Beats!』、2011年には本作品をはじめ、『TIGER & BUNNY』『あの日見た花の名前を僕達はまだ知らない。』『輪るピングドラム』といったオリジナル作品が相次いで注目を集めたこともあり、本作品のようなオリジナル作品でも方法によっては多くのファンを獲得できることが示され、先の見えない展開に対する話題性という強みがあることが見直された。また本作品が支持を得られた要因の一つとして、異なる分野で成功した作り手を取り揃えたスタッフ布陣が功を奏したという指摘もあった。
第15回文化庁メディア芸術祭に審査員として関わった映画監督の押井守は絵柄は好みではないが話は面白いといい、自らの若いころと比べてアニメでメタフィクション的構造を持つ作品が受け入れられたことを評価しなければいけないとしている。庵野秀明は記号化されたキャラクターとして徹底されたキュゥべえや魔女の記号化が巧く、音楽や第10話のほむらの描き方もよいと述べた。富野由悠季は『ガンダム Gのレコンギスタ』のキャラクター作りにあたり、本作品がプレッシャーになっていると述べた。スタジオジブリ代表取締役鈴木敏夫は押井守の作品より面白いと述べた。外部の作家にも反響を呼び、ミステリ作家の芦辺拓や小森健太朗、SF作家の山本弘、漫画家の吾妻ひでお、三浦建太郎、放送作家の鈴木おさむ、演出家のラサール石井、作家の太田光、樋口毅宏が絶賛した。ファイナルファンタジーシリーズの坂口博信も本作品のファンであると述べた。漫画原作者の小池一夫からは、2011年一番ヒットしたキャラクターは『まどか☆マギカ』であると評された。
清水麻椰（毎日放送アナウンサー）も本作のファンであり、毎日放送に入社するきっかけとなったと語っている。

### 受賞歴・その他
2011年9月に第16回アニメーション神戸賞作品賞・テレビ部門を受賞。受賞理由の中で月刊ニュータイプ編集長の水野寛は、「夢や希望だけでは語れない〝魔法少女〟の世界に、多くのアニメファンが釘付けにされたのではないか」と評価、脚本の虚淵、キャラクター原案の蒼樹、異世界設計の劇団イヌカレーの三者の世界を融合し、それを監督の新房と制作会社のシャフトの手腕によって骨太のアニメーションに昇華させ、「早く次が見たいというテレビシリーズならではの醍醐味を味合わせてくれた」ということを選出理由にしている。
2011年10月に発表された『ニュータイプアニメアワード2011』では作品賞を始めとして12部門、主演女優賞（悠木碧）と助演女優賞（斎藤千和）も含めると14部門を制覇する結果となった。同じく2011年10月には第32回日本SF大賞にノミネートされ、受賞は逃すものの最終候補作のひとつに残った。日本SF大賞の選評においては、宮部みゆきから「ミステリーと友情物語とSF的思考を含んだ贅沢な造りで、劇中の台詞が観る者の心を揺さぶる」と物語が評価される一方で、「終盤のSF的解釈が弱く、SF作品とは別の感動が残った」と堀晃から述べられている。インターネット上でも「Google 年間検索ランキング 2011」のアニメタイトルの急上昇ランキングで年間1位となり、また本作品におけるマスコット的キャラクター・キュゥべえのセリフ「僕と契約して、魔法少女になってよ!」が元ネタの、「僕と契約して、○○になってよ!」が流行し、2011年度ネット流行語大賞銅賞（3位）を受賞した。
2011年12月には第15回文化庁メディア芸術祭アニメーション部門で大賞を受賞。テレビアニメ作品が大賞を受賞するのは前年の『四畳半神話大系』に続いて2度目である。贈賞理由では、アニメオリジナル作品である点を高く評価すると共に、ジャンルの根幹をも揺さぶる批評的な罠を仕掛けたこと、1週間経たないと続きが分からないテレビ放送のメディア特性を活用したことなどを評価点としてあげており、「何かを変えてみたいという変革のエネルギーが満ちあふれている。時代を変える触媒となる期待をこめ、大賞を贈る」としている。審査委員の古川タクは、「映像面で凝らなければいけない所に手が掛かっており、説得力がある」とし、本作品スタッフの今後に期待を寄せた。
2015年3月に開催されたSUGOI JAPAN AWARD 2015でグランプリを受賞。2005年から2014年の約10年間に発表されたマンガ、アニメ、ライトノベル、エンタメ小説をファン投票によって上位10作品に選出し、全部門を通じて最多得票の7万7631票を獲得したアニメ部門1位の本作品が初代グランプリとなった。
また、フランスでもAnime & Manga 19th Grand Prixで最優秀エスポワール（希望）賞を受賞している。
2017年3月10日には東京アニメアワードが「日本のアニメーション史に残る100作品」を発表したが、2010年代のテレビアニメでは本作品が唯一選ばれた。
2017年5月3日に行われたNHKによる特集「ベスト・アニメ100」では、約1万タイトルの中から本作品が男性票1位、総合3位を獲得した。
芸術新潮は2017年9月号で日本アニメ100年の歴史で最も重要な10作品、「日本アニメベスト10」という批評家からの投票を行ったが、本作品が5位となった。
Yahoo! JAPANは2019年3月に「Yahoo!ニュース編集部が選ぶ平成30年史」を発表し、平成の印象的な出来事として21世紀のテレビアニメでは本作品が唯一挙げられた。
- 第16回アニメーション神戸賞作品賞・テレビ部門
- ニュータイプアニメアワード2011
  - 作品賞（テレビ放送作品）
  - キャラクター賞（女性） - 暁美ほむら
  - キャラクター賞（マスコット） - キュゥべえ
  - 主演女優賞 - 悠木碧
  - 助演女優賞 - 斎藤千和
  - 主題歌賞 - コネクト
  - 劇伴賞
  - 監督賞
  - シナリオ賞
  - キャラクターデザイン賞
  - 撮影賞
  - 美術賞
  - 色彩設定賞
  - エフェクト賞
- 第32回日本SF大賞ノミネート
- ネット流行語大賞2011銅賞 - 「僕と契約して、○○になってよ!」
- 第15回文化庁メディア芸術祭アニメーション部門大賞
- 第11回センス・オブ・ジェンダー賞シスターフッド賞[216]
- アニメージュ第34回アニメグランプリ グランプリ Editors Choice

- 東京国際アニメフェア2012・第11回東京アニメアワード[217][218]
  - テレビ部門優秀作品賞
  - 個人部門監督賞 - 新房昭之
  - 個人部門脚本賞 - 虚淵玄
- 第6回声優アワード
  - 主演女優賞 - 悠木碧
  - 助演女優賞 - 加藤英美里
- 日刊スポーツ第1回日刊アニメグランプリ[219]
  - クイーンオブヒロイン賞 - 鹿目まどか
  - ワーストダークキャラ賞 - キュゥべえ
  - ベストテレビアニメ賞
  - ベストアニメ楽曲賞 - コネクト
  - MIP女性声優賞 - 悠木碧
- 第32回パリ・ブックフェア第19回アニメ＆マンガ大賞最優秀エスポワール賞[211]
- Licensing of the Year 2012 in JAPAN選定委員特別賞[220]
- 第43回星雲賞メディア部門[221]
- SUGOI JAPAN AWARD 2015
  - グランプリ
  - アニメ部門1位
- NHK「ベスト・アニメ100」
  - 男性部門1位
  - 総合3位
- 平成アニソン大賞 2010-2019年作品賞[222] - コネクト

#### 劇場版 [新編]叛逆の物語
- 第37回日本アカデミー賞 優秀アニメーション作品賞
- 東京アニメアワードフェスティバル 2014アニメ オブ ザ イヤー部門劇場公開部門優秀賞[223][224]
- 第19回アニメーション神戸賞作品賞[225][226]

## 外部作品への影響
テレビアニメ『PSYCHO-PASS サイコパス』では虚淵が脚本を務めているが、同作で総監督を務める本広克行が本作品を視聴した際に脚本に感心し、それが虚淵の起用に繋がったとされている。
仮面ライダーシリーズ『仮面ライダー鎧武/ガイム』でも虚淵がメインライターを務めているが、これも東映の武部直美プロデューサーが本作品の劇場版を視聴し脚本に感銘を受けたことが起用に繋がっている。
この他、ラジオ番組『おぎやはぎのメガネびいき』でまどかの特集を組んだ回が、放送枠の『JUNK』開始以来18年で初めて『ナインティナインのオールナイトニッポン』を抜き聴取率一位になるという記録を達成した。
また、2014年10月公開のスペイン映画『マジカル・ガール』（日本では2016年3月公開）は、監督・脚本のカルロス・ベルムトが本作品のダークな部分にインスピレーションを受け、自身が考えていたイメージを合致させて作り上げたと明かしている。

## イベント・キャンペーン
- コンビニエンスストアチェーンのローソンでは、2011年6月21日から7月18日までの期間限定で、指定商品の購入者を対象に抽選で本作品のキャラクターグッズが当たるという内容のキャンペーンが行われた[231][148]。好評を受け、9月27日から10月10日には第2弾も行われた[232]。また2012年2月には十六茶にまどか☆マギカのキャラのストラップをつけた限定品を販売するキャンペーンが行われた。ローソン広報部によれば、通常の10倍近くが売れたという[233]。また2014年11月4日にキュゥべえをイメージした中華まん「キュゥべえまん」と、ローソンオリジナルグッズの描きおろしクリアファイルフォルダーを発売した[234]。
- 2011年12月に東京、2012年2月に大阪、3月に名古屋、2013年3月に広島で名シーンに沿って世界観を再現したり、設定資料や蒼樹うめによるキャラクター設定やイラストの原画などを展示したり、物語の内容を元にしたアトラクションなどを設けたりした『魔法少女まどか☆マギカ展』が開催された[235][236]。また『魔法少女まどか☆マギカ[新編]劇場版公開記念特別展』として2013年9月21日にりんくうタウンで[237]、『劇場版 魔法少女まどか☆マギカ展』として2014年5月に東京と大阪、7月に新潟、9月に名古屋で開催された[238]。
- 第15回文化庁メディア芸術祭の2012年2月22日から3月4日まで作品展示を開催するのに伴い、サテライト会場のメルセデス・ベンツコネクションにて、本作品のイラストをラッピングしたスマート エレクトリック・ドライブが展示された。まどかとほむらのイラストを用いた「魔法少女バージョン」とお菓子の魔女のイラストを用いた「魔女バージョン」の2台が用意され、試乗することも可能となっていた[239]。
- 雑誌『デジモノステーション』の企画、「デジモノザオブイヤー2011」においては実写映画を押しのけ2011年のベストBDに選出された[240]。
- 「まどかが店長に!?」をコンセプトにした「魔法少女まどかマギカショップ」が、2012年より全国で順次開催された。2012年10月に静岡、11月に仙台、12月に広島、2013年1月に福岡、3月にACE2013、6月に宇都宮、7月にJapan Expo2013と名古屋、10月に吉祥寺、12月に熊本、2014年1月に福岡、3月に鹿児島、7月に青森、8月に名古屋と新千歳空港アニメフェスタ2014と仙台、10月に吉祥寺、11月に熊本、12月に姫路、2015年1月に広島と札幌、2月に印西、3月に横浜・八景島シーパラダイス、4月に福岡で開催された[241]。
- 『劇場版 魔法少女まどか☆マギカ [新編] 叛逆の物語』の公開を記念して複製原画展を2013年9月に大阪、10月に福岡、東京、名古屋、11月に札幌で開催された[242]。
- すでに芳文社関係では『映画けいおん!』などで実績がある叡山電鉄にて、2013年10月より「新編」の上映を記念した記念乗車券の発売とラッピング電車の運行がされた[243][244]。

## コラボレーション
- 製作にニトロプラスが関わっていることから、同社が制作を手がけたゲーム『STEINS;GATE』のテレビアニメ版公式サイトにて、2011年2月14日限定でバレンタインデーを題材にしたコラボレーションイラストが掲載[245]、また同年3月22日にもコラボレーションイラストが掲載された[246][245]。
- 2011年5月に発売された『俺の妹がこんなに可愛いわけがない』の漫画版第4巻、および同時期に発売された原作ライトノベル第8巻の帯では、同作が各巻で行っている他作品とのコラボレーション企画の一環として、それぞれに本作品の登場人物である暁美ほむらとキュゥべえが登場し、内容が繋がったかたちのコメントを寄せている[247]。
- 2011年5月3日から同年8月14日[注 25]までの期間限定で、グッドスマイルカンパニーが松戸市で運営する「グッドスマイルカフェ」にて、コラボカフェ「魔法少女まどか☆マギカCAFE」が営業された[248]。サービス内容は作品世界を踏まえたものになり[5]、作品の内容を題材にした飲食物の提供や資料の展示が行われたほか、店内には「お菓子の魔女」ことシャルロッテの大きなオブジェも置かれ、第3話で巴マミが魔女に食い殺される場面を来客者が体験できるようになっていた[250]。好評を博したことから、2011年10月28日に秋葉原に開店した「グッドスマイル&カラオケの鉄人カフェ」のオープニング企画として再びこのコラボカフェの営業が行われており[251]、日本国外でも、2011年12月18日から台湾の台北市での営業が行われた[252]。
- 2011年9月25日には、認定特定非営利活動法人全国盲導犬施設連合会と、民間ボランティア盲導犬普及支援の会・パストーネとの協力により制作された年次の盲導犬育成ボランティアの募集・啓発ポスター、「盲導犬普及支援オリジナルポスター」先行公開【特別版】（B3サイズ）に、本作品とキャラクター佐倉杏子が起用される。原画は本作品のキャラクターデザインを手がけた岸田隆宏、美術イメージボードは本作品のOP美術を手がけた稲葉邦彦が参加。盲導犬候補生のラブラドールレトリバー「メロゥ」と朝の公園を歩行訓練する情景となっている。先行公開【特別版】は、福岡県福岡市の小・中学校、および一部公共機関で掲示[253]。また、同年12月30日には第2弾として暁美ほむらを起用したポスターを制作したことが発表された。今回のポスターは「子犬との別れもパピーウォーカーの大切な役目」をコンセプトに、盲導犬候補生の黒いラブラドールレトリバー「アプリ」と夕暮れ時にともに過ごした楽しい思い出を回想しながら佇む情景となっており、原画を総作画監督の谷口淳一郎が、美術を東地和生が手がけている[254]。
- 2011年9月27日にネクソンによるオンラインゲーム『テイルズウィーバー』とコラボレーションを行う[255]。また2014年9月24日に『劇場版 魔法少女まどか☆マギカ [新編]叛逆の物語』としてタイアップを実施した[256]。
- 2012年4月12日にNHN PlayArtによるオンラインゲーム『チョコットランド』とタイアップを行う[257]。また2012年10月4日と2014年11月5日にも実施された[258][259]。
- 2012年7月中旬よりサンリオのキャラクター、マイメロディとのコラボレーショングッズが発売される。まどかとマイメロディ、ほむらとクロミがそれぞれコラボしたキャラクターのぬいぐるみやプチタオルが販売されている[260]。
- 2012年8月より、オリエントコーポレーションが本作品とタイアップしたクレジットカード「魔法少女まどか☆マギカMasterCard UPty」の発行を開始している。券面には最終話エンドカードのイラストが用いられ、会員特典としてオリジナルプレミアムカードがもらえるほか、映画の劇場鑑賞券の抽選プレゼントも行う[261]。
- 2012年9月28日から1か月間、水道橋駅西口にある芳文社本社ビルの壁面で本作品と『ひだまりスケッチ』とのコラボレーションによる壁面広告が掲出された[注 26]。本作品劇場版映画公開と『ひだまり』のアニメ4作目放送開始によるもので、芳文社によれば平成元年以降一切の看板掲出などがなく、24年ぶりの掲出になるという[262]。
- 2012年10月16日より、報知新聞社は自社が発行するスポーツ新聞・スポーツ報知と本作品とのコラボレーション企画として「スポーツ報知 魔法少女まどか☆マギカ特別号」を発売した。総監督新房昭之をはじめとするスタッフ・キャスト陣へのインタビューや、芸能・スポーツ業界のファンによる本作品の解説などが掲載されている[263][264]。
- イラスト入りハンコを手掛ける痛印堂は2013年4月25日、11月14日、12月25日、2014年10月30日に本作品とコラボレーションしたハンコを発売した。実際に銀行印として利用可能[265][266]。
- 2013年5月28日、三ツ矢サイダーとコラボした限定缶が、一部コンビニなどで数量限定で発売。デザインは全4種類[267]。
- 2013年10月10日からロッテリアとコラボで、劇場版放映記念くじが開催された[268]。
- 2013年10月25日から同年11月26日まで、ナムコとコラボする形でクレーンゲームキャンペーンが実施[269]。うまい棒のうまえもんが魔法少女各キャラクターとコラボした限定うまい棒がクレーンゲーム景品となっている。
- アメーバピグで本作品を題材にしたエリアが、2013年10月24日より期間限定で登場した[270]。
- ガンホーゲームズより配信されているiOS、Android向けゲームアプリ『ディバインゲート』と2014年8月22日、2015年2月6日、2015年7月10日、2016年6月17日に、『ケリ姫スイーツ』と2014年11月7日、2015年1月21日、2016年4月28日、2016年9月20日にコラボレーションを行った[271][272][273][274][275][276][277][278]。
- 女性向けファッションブランドearth music&ecologyが2014年11月29日、5人の魔法少女をイメージした全30アイテムを発売した[279]。
- 2014年11月20日にカプコンによるオンラインゲーム『モンスターハンター フロンティアG』とコラボレーションを行う[280]。また、2015年12月3日よりiOS、Android向けゲームアプリ『モンスターハンター エクスプロア』とコラボレーションを行う[281]。
- 2015年2月5日に開催された第66回さっぽろ雪まつりにてキュゥべえの雪像が設置された。また同イベントで設置される雪ミク（初音ミク）と本作品のコラボレーションイラストが公開された[282]。
- 2015年11月27日より、シャフト設立40周年記念展示イベント『MADOGATARI展』が東京・大阪・札幌・名古屋で開催された。本作品と「〈物語〉シリーズ」、および他のシャフト作品と共同で展示された[283]。また2016年12月22日〜25日に金沢にて『MADOGATARI GALLERY』が開催された[284]。

## ゲーム
- メーシーより「SLOT魔法少女まどか☆マギカ」が発売、また2016年9月20日より「SLOT魔法少女まどか☆マギカ2」が発売[285][286]。
- セガより2014年7月、アーケードカードゲーム『劇場版 魔法少女まどか☆マギカ MAGICARD BATTLE』が稼動した[287]。稼動終了した『イナズマイレブンGO バトリズム』のクルカステーション筐体を使用している。
- 2017年8月22日にiOS/Android向けアプリ『マギアレコード 魔法少女まどか☆マギカ外伝』が配信された。アニプレックスとf4samuraiが共同開発を行う。新興都市・神浜市を舞台に新たな魔法少女たちが物語を展開し、魔法少女は蒼樹うめは新規にデザインを担当するほか、魔女の原案を劇団イヌカレー、オープニングアニメーションと魔法少女変身ムービーの制作をシャフトがそれぞれ担当、主題歌をTrySailが歌うことになっている[288]。上記の通り、2020年にはテレビアニメも放送されている。

## コンサート
本作品をメインで取り扱うコンサートが日本国内で2件開催された。
アマチュアによるコンサート
アマチュア・オーケストラ「交響楽団「ワルプルギスの夜」」主催によるコンサート、「ワルプルギスの夜の夢」（2013年4月6日・八王子市芸術文化会館 いちょうホール）。3管編成のフルオーケストラによるテレビシリーズ版全曲のアレンジ演奏。
公式コンサート
劇伴楽曲と主題歌で構成されたアニプレックス公式のコンサート。主催は株式会社アイムビレッジ、協力アニプレックス。企画協力で上述の「交響楽団「ワルプルギスの夜」」も関わっている。本編に準拠したプログラム構成で、生演奏に適した楽曲を選定し、ストーリーに沿って構成している。また2014年10月からは『[新編] 叛逆の物語』のオーケストラコンサートも行われている。
前後編
2013年10月16日（東京（渋谷公会堂）・司会：斎藤千和）、11月10日（仙台（仙台市泉文化創造センター）・司会：水橋かおり）、12月8日（広島（上野学園ホール）・司会：悠木碧）、12月10日（名古屋（愛知芸術劇場コンサートホール）・司会：斎藤千和（映像のみ））、12月12日（大阪（オリックス劇場）・司会：水橋かおり）、12月23日（高松（高松サンポート第2小ホール）・司会：野中藍）、2014年6月7日（東京（東京芸術劇場）・司会：加藤英美里）、7月12日（浜松（アクトシティ浜松）・司会：野中藍）、2015年2月10日（札幌（札幌市教育文化会館）・司会：野中藍）、2015年9月23日（東京（東京芸術劇場）・司会：悠木碧）
新編
2014年10月13日（大阪（オリックス劇場）・司会：水橋かおり、阿澄佳奈）、10月25日（東京（東京芸術劇場）・司会：野中藍）、12月7日（浜松（アクトシティ浜松）・司会：悠木碧）、2015年2月11日（札幌（札幌市教育文化会館）・司会：水橋かおり）、2015年9月23日（東京（東京芸術劇場）・司会：斎藤千和）
その他
劇伴音楽を中心にオーケストラで演奏することをコンセプトとした「日本劇伴交響楽団」主催によるコンサート。『進撃の巨人』や『新世紀エヴァンゲリオン』の劇伴と共に演奏される。
2015年7月20日（東京（Bunkamuraオーチャードホール）・司会：鷲崎健、春名風花）